# Malmedy

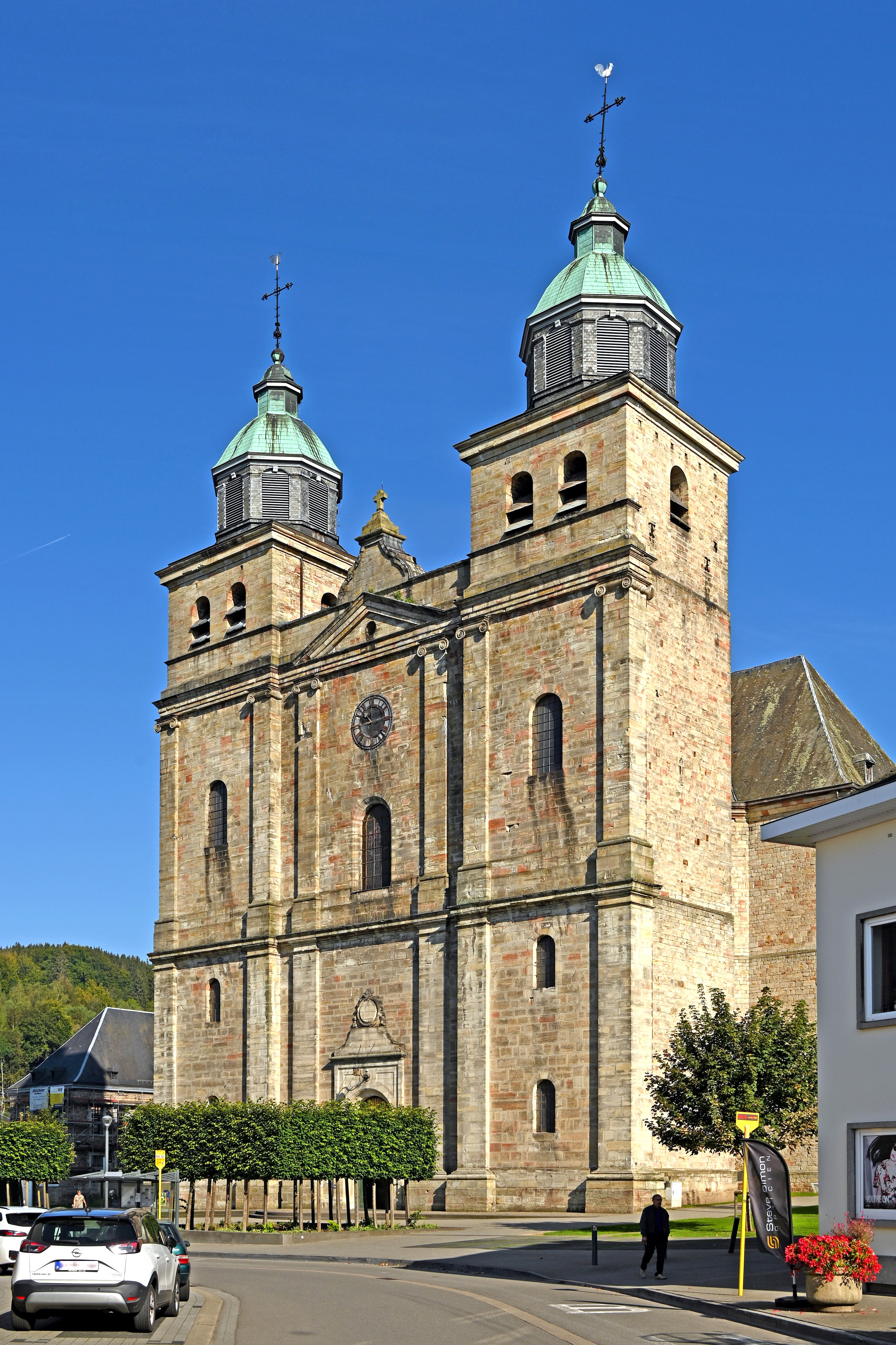
Malmedy, kathedraal: la Cathédrale Saints-Pierre-et-Paul et Saint-Quirin

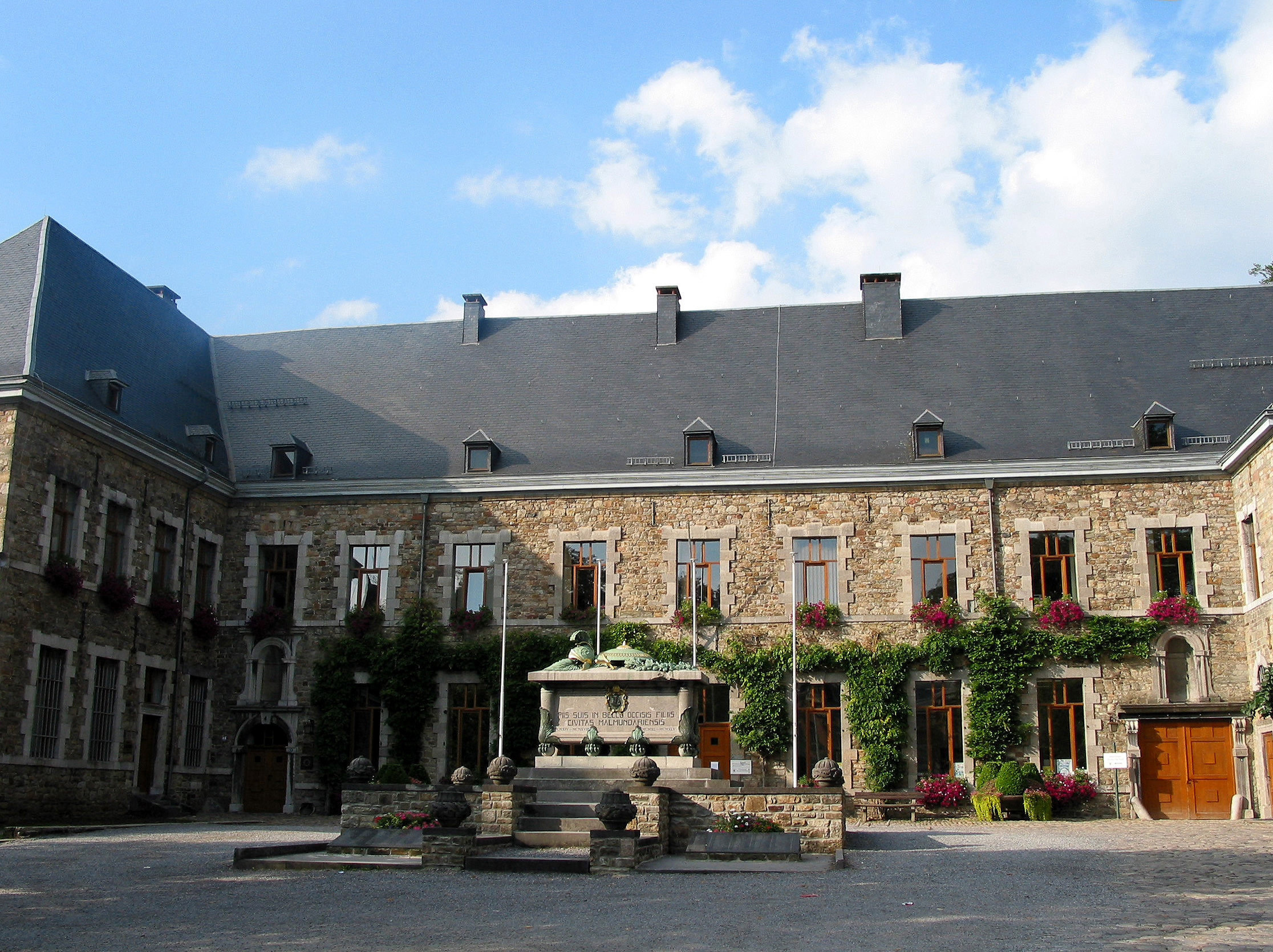
Abdij van Malmedy

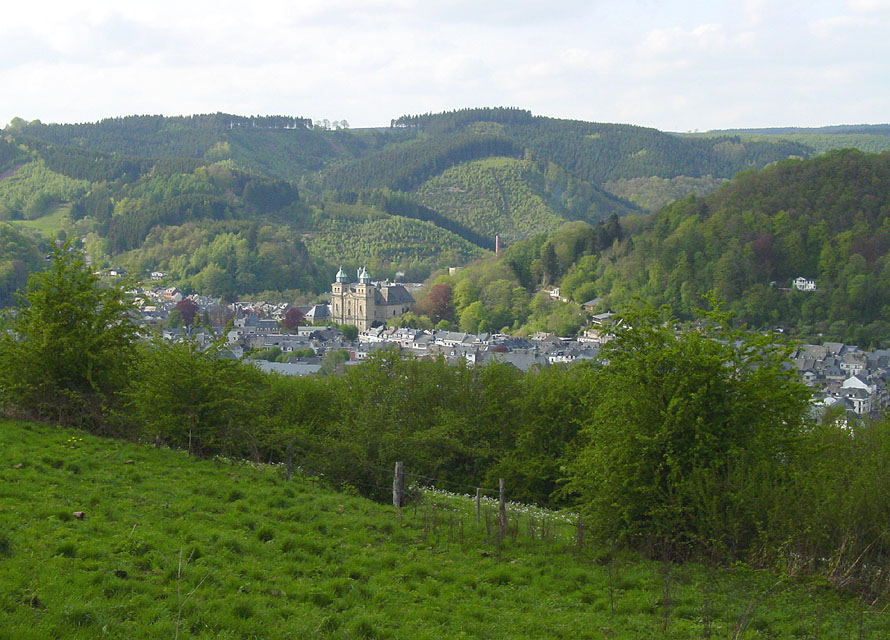
Panorama

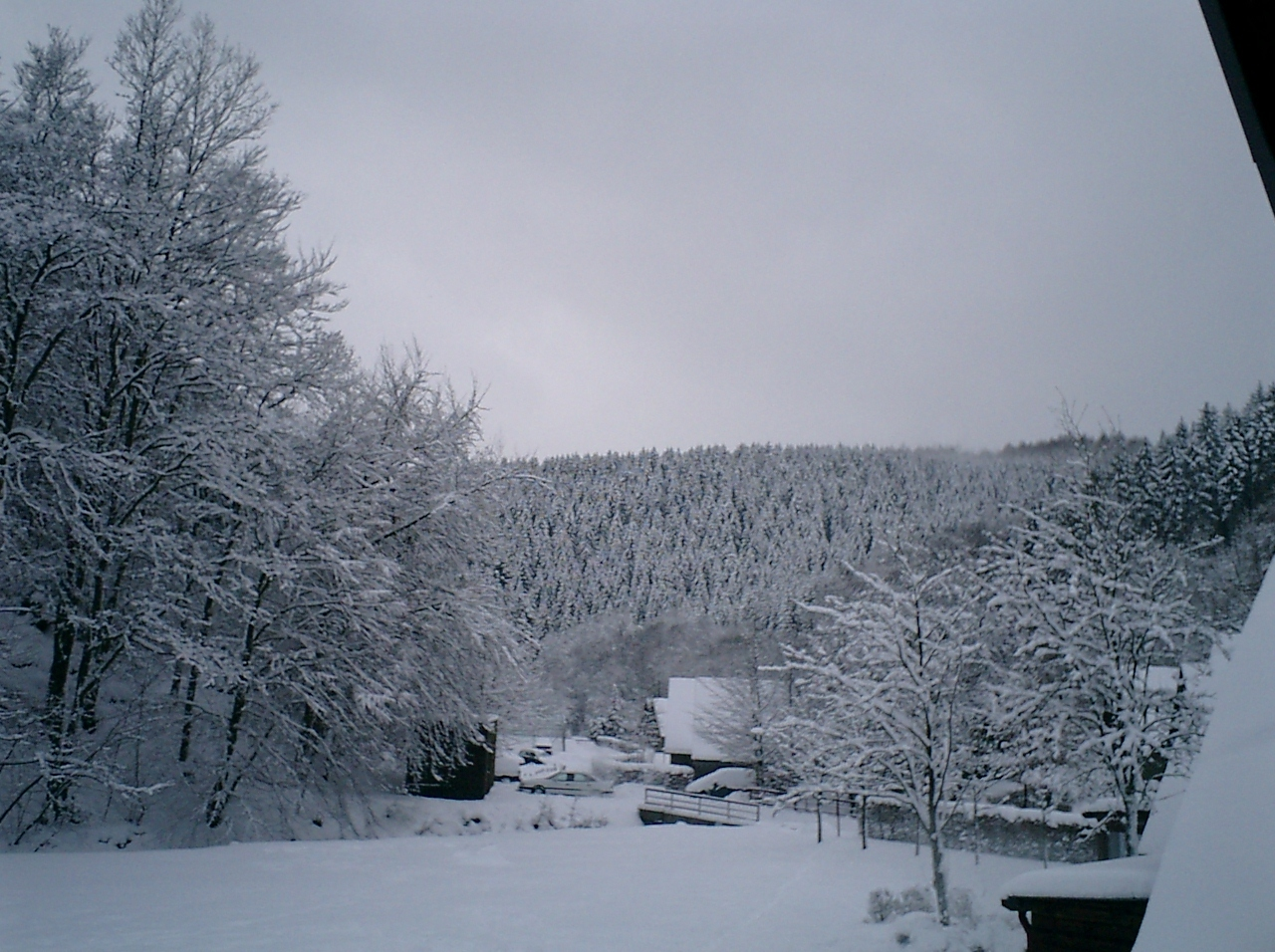
Vallei van Arimont

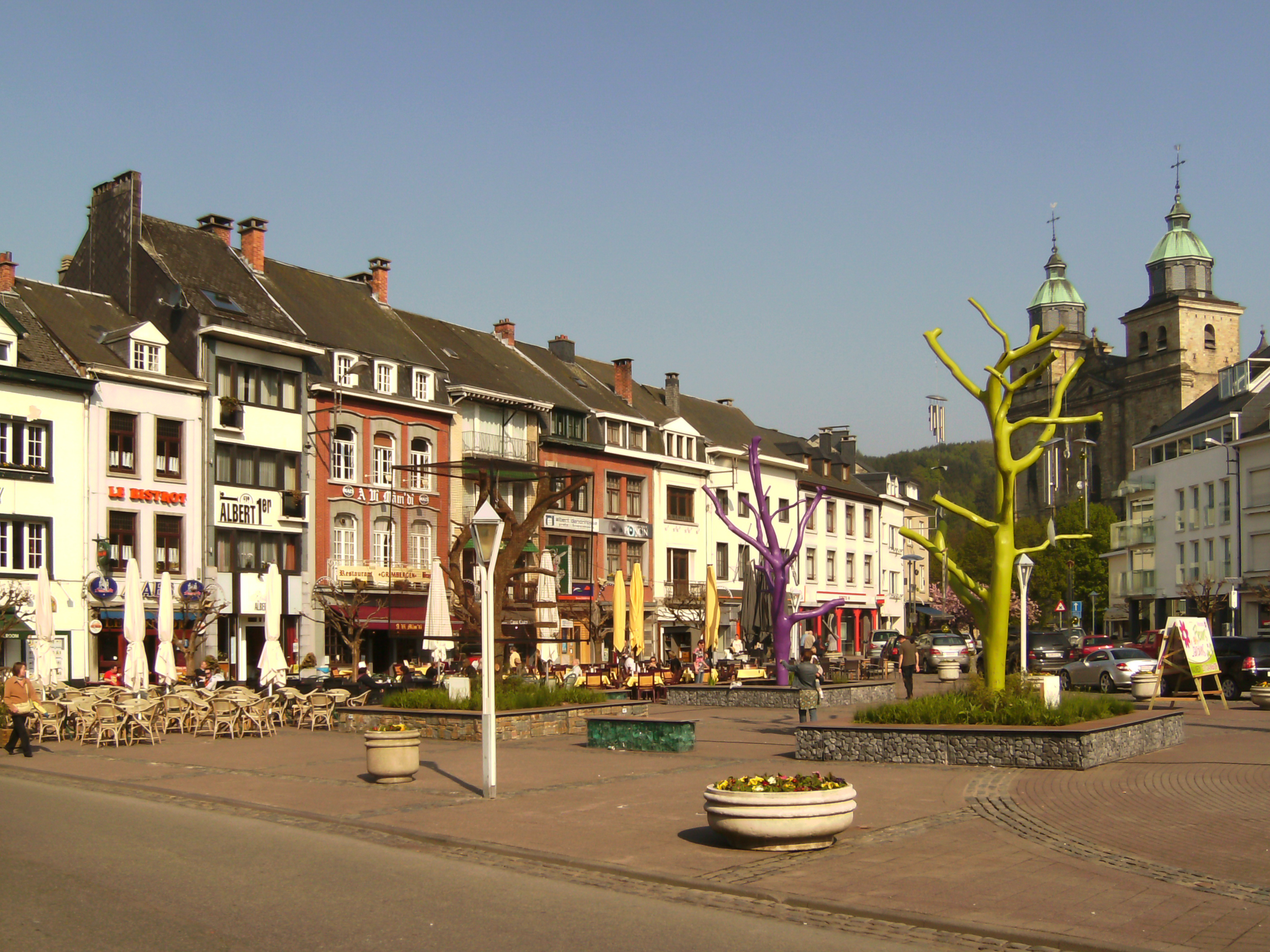
Centraal plein

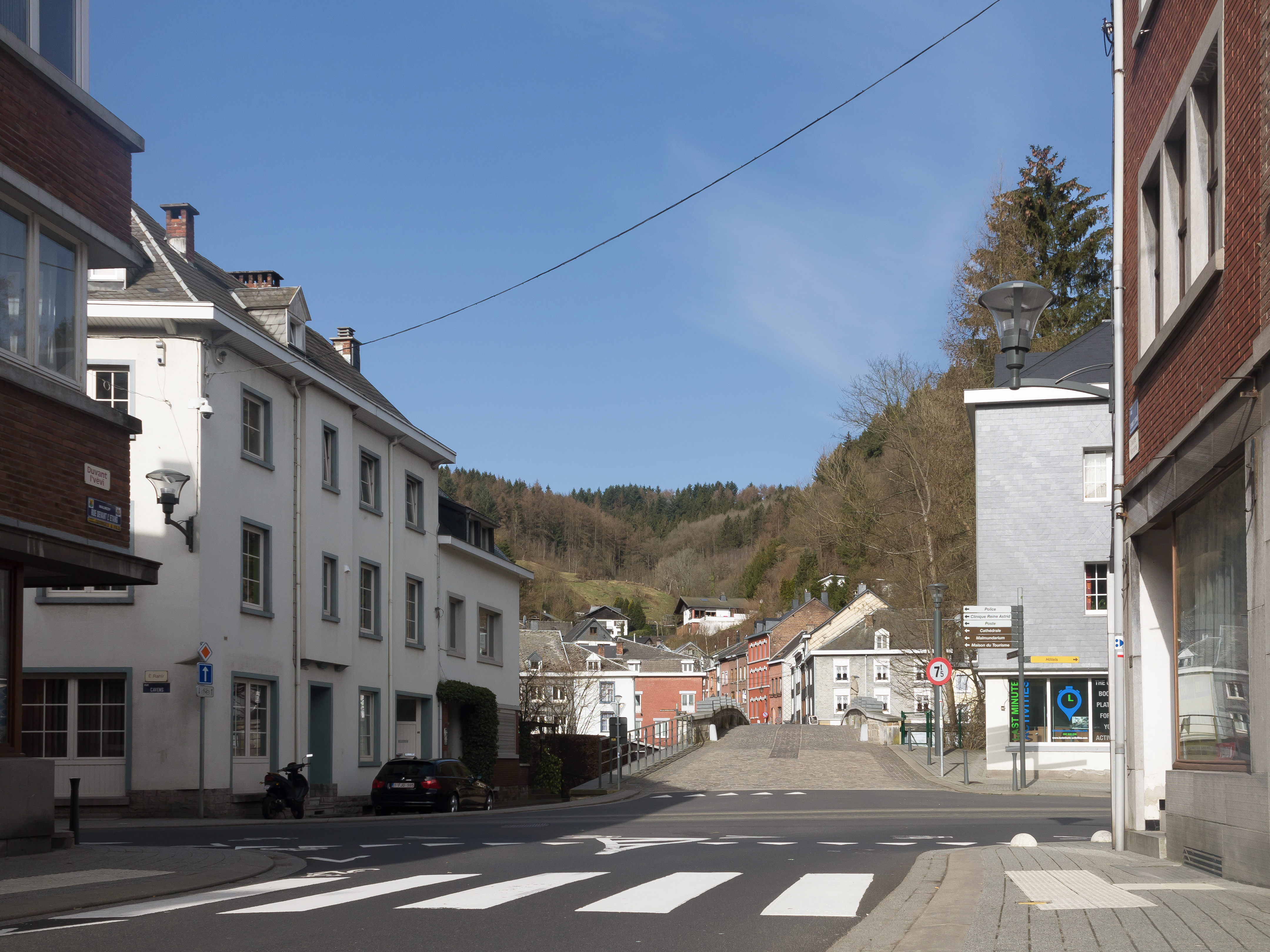
La Rue Outrelepont

Malmedy (Waals: Måmdey, Duits, verouderd: Malmünd) is een stad en faciliteitengemeente voor Duitstaligen in de Belgische provincie Luik. De plaats is gelegen waar de Warchenne uitmondt in de Warche. De stad telt ruim 12.000 inwoners.

## Kernen

### Deelgemeenten
| # | Naam                  | Opp. (km²) | Inwoners (2020) | Inwoners per km² | NIS-code |
| - | --------------------- | ---------- | --------------- | ---------------- | -------- |
| 1 | Malmédy               | 6,44       | 6.413           | 996              | 63049A   |
| 2 | Bévercé               | 66,89      | 4.539           | 68               | 63049B   |
| 3 | Bellevaux-Ligneuville | 27,06      | 1.845           | 68               | 63049C   |

### Overige kernen
Verspreid over het grondgebied van deze drie deelgemeenten bevinden zich ruim over de 30 dorpen en gehuchtjes.
| - Malmedy - Bellevaux - Chevofosse - Lamonriville - Lasnenville - Ligneuville - Mé - Planche - Pont - Reculémont - Ronxhy - Warche | - Arimont - Baugnez - Bellevue - Bernister - Bévercé - Boussire - Burnenville - Chôdes - Cligneval - Difflot - Falize - Floriheid - G'doumont - Géromont - Gohimont - Hédomont - Longfaye - Macampagne - Meiz - Mont - Otaimont - Préaix - Winbomont - Xhoffraix - Xhurdebise |

## Demografische ontwikkeling

### Demografische ontwikkeling voor de fusie
- Bronnen:NIS, Opm:1930 tot en met 1970=volkstellingen, 1976 inwoneraantal op 31 december

### Demografische ontwikkeling van de fusiegemeente
Alle historische gegevens hebben betrekking op de huidige gemeente, inclusief deelgemeenten, zoals ontstaan na de fusie van 1 januari 1977.
- Bronnen:NIS, Opm:1930 tot en met 1981=volkstellingen; 1990 en later= inwonertal op 1 januari

| Inwoners van jaar tot jaar op 1 januari 1992 tot heden | Inwoners van jaar tot jaar op 1 januari 1992 tot heden | Inwoners van jaar tot jaar op 1 januari 1992 tot heden |
| jaar                                                   | Aantal                                                 | Evolutie: 1992=index 100                               |
| ------------------------------------------------------ | ------------------------------------------------------ | ------------------------------------------------------ |
| 1992                                                   | 10.418                                                 | 100,0                                                  |
| 1993                                                   | 10.437                                                 | 100,2                                                  |
| 1994                                                   | 10.536                                                 | 101,1                                                  |
| 1995                                                   | 10.690                                                 | 102,6                                                  |
| 1996                                                   | 10.739                                                 | 103,1                                                  |
| 1997                                                   | 10.841                                                 | 104,1                                                  |
| 1998                                                   | 10.975                                                 | 105,3                                                  |
| 1999                                                   | 11.060                                                 | 106,2                                                  |
| 2000                                                   | 11.144                                                 | 107,0                                                  |
| 2001                                                   | 11.265                                                 | 108,1                                                  |
| 2002                                                   | 11.394                                                 | 109,4                                                  |
| 2003                                                   | 11.436                                                 | 109,8                                                  |
| 2004                                                   | 11.584                                                 | 111,2                                                  |
| 2005                                                   | 11.650                                                 | 111,8                                                  |
| 2006                                                   | 11.829                                                 | 113,5                                                  |
| 2007                                                   | 11.878                                                 | 114,0                                                  |
| 2008                                                   | 11.938                                                 | 114,6                                                  |
| 2009                                                   | 12.003                                                 | 115,2                                                  |
| 2010                                                   | 12.161                                                 | 116,7                                                  |
| 2011                                                   | 12.219                                                 | 117,3                                                  |
| 2012                                                   | 12.336                                                 | 118,4                                                  |
| 2013                                                   | 12.316                                                 | 118,2                                                  |
| 2014                                                   | 12.336                                                 | 118,4                                                  |
| 2015                                                   | 12.384                                                 | 118,9                                                  |
| 2016                                                   | 12.415                                                 | 119,2                                                  |
| 2017                                                   | 12.503                                                 | 120,0                                                  |
| 2018                                                   | 12.654                                                 | 121,5                                                  |
| 2019                                                   | 12.741                                                 | 122,3                                                  |
| 2020                                                   | 12.797                                                 | 122,8                                                  |
| 2021                                                   | 12.778                                                 | 122,7                                                  |
| 2022                                                   | 12.857                                                 | 123,4                                                  |
| 2023                                                   | 12.894                                                 | 123,8                                                  |
| 2024                                                   | 12.950                                                 | 124,3                                                  |
| 2025                                                   | 12.991                                                 | 124,7                                                  |

## Geschiedenis
Malmedy ontstond rond de abdij die kort voor 650 door Remaclus gesticht was en sinds de 10e eeuw behoorde het samen met Stavelot tot het Abdijvorstendom Stavelot-Malmedy. Het plaatsje lag dicht bij de Germaans-Romaanse taalgrens, maar heeft waarschijnlijk altijd een Romaanstalige meerderheid gehad. Na de Franse annexatie van de Zuidelijke Nederlanden in 1795 behoorde het tot het departement Ourthe. Het Congres van Wenen wees de Oostkantons inclusief Malmedy in 1815 aan Pruisen toe. In dat land behoorde de stad tot het district Malmedy in de Rijnprovincie. Er werden pogingen ondernomen om het plaatsje te verduitsen, onder meer door de invoering van Duitstalig onderwijs en de plaatsnaamwijziging naar Malmünd (zie verder). Krachtens het Verdrag van Versailles kwam Malmedy in 1919 toe aan België. Gedurende de Duitse bezetting van België in de Tweede Wereldoorlog stond Malmedy opnieuw onder een Duits bestuur. Tijdens de Slag in de Ardennen, in de herfst van 1944, doodden Duitse SS'ers tientallen Amerikaanse krijgsgevangenen. Deze gebeurtenis staat bekend als het Bloedbad van Malmedy. De plaats zelf werd tijdens de slag tot drie keer gebombardeerd en het centrum werd volledig vernield. Er vielen 202 burgerdoden.
Volgens de officiële talentelling in Malmedy zou het aandeel Duitstaligen tussen 1920 en 1947 teruggevallen zijn van 21% tot 9,7%. Bij het vastleggen van de taalgrens in 1961-'63 werd bepaald dat Malmedy tot het Franse taalgebied behoort, maar faciliteiten voor Duitstaligen levert. De gemeente wordt gerekend tot de Oostkantons maar niet tot de Duitstalige Gemeenschap die in het Duits het openbaar bestuur voert. In Malmedy is wel de Centrale dienst voor Duitse vertaling gevestigd van de FOD Binnenlandse Zaken.
Monumenten zijn de voormalige benedictijnenabdij (gesticht in 648, opgeheven in 1796) en de abdijkerk (1775-1784), die na de trekking van de nieuwe staatsgrens in 1920 zetel van de bisschop van Eupen-Malmedy werd. Na opheffing van het bisdom in 1925 bleef de kathedraal deze titel behouden. De kathedraal bewaart de relieken van de Heilige Quirinus.
Van 1885 tot 2007 was er in de stad ook een station Malmedy.

### Naam
De naam "Malmedy" is vermoedelijk van Gallo-Romeinse oorsprong. De vroegste vermelding van het klooster Malmedy stamt uit 670: de monasterio Malmundario. Latere vormen zijn Malmedie (1287), Malmundier (1288), Malmonder (1367), Melmender (1388) en Malmeder (1451), en sindsdien werd de plaats in het lokale dialect Malmder genoemd, wat ten slotte Måmdey werd. De autoriteiten gebruikten Malmedy, zoals in Stavelot-Malmedy. Onder invloed van Duits nationalisme werd de plaats na de Pruisische annexatie in 1815 hernoemd in Malmünd (ook wel Malmünde), waarop men in het Franse taalgebied reageerde door voortaan Malmédy te schrijven; beide accenten zijn kenmerkend voor beide talen en hielden daarom een duidelijke aanspraak op de identiteit van de plaats in, hoewel het strikt genomen geen historische namen waren. In 1988 werd de naam weer Malmedy – zonder accent.

## Bezienswaardigheden
- Kathedraal van Malmedy
- Abdij van Malmedy
- Baugnez 44 Historical Center
- Kluizenarij van Sint-Antonius
- Waterval van de Bayehon
- Rocher de Falize

## Politiek

### Resultaten gemeenteraadsverkiezingen sinds 1976
| Partij                                       | 10-10-1976 | 10-10-1976 | 10-10-1982 | 10-10-1982 | 9-10-1988 | 9-10-1988 | 9-10-1994 | 9-10-1994 | 8-10-2000 | 8-10-2000 | 8-10-2006 | 8-10-2006 | 14-10-2012 | 14-10-2012 | 14-10-2018 | 14-10-2018 | 13-10-2024 | 13-10-2024 |
| Stemmen / Zetels                             | %          | 21         | %          | 21         | %         | 21        | %         | 21        | %         | 21        | %         | 21        | %          | 23         | %          | 23         | %          | 23         |
| -------------------------------------------- | ---------- | ---------- | ---------- | ---------- | --------- | --------- | --------- | --------- | --------- | --------- | --------- | --------- | ---------- | ---------- | ---------- | ---------- | ---------- | ---------- |
| E.C.A / EC-LB1 / ECm2                        | 14,76A     | 2          | 48,54A     | 12         | 69,21A    | 16        | 60,02A    | 14        | 66,44A    | 16        | 43,32A    | 10        | 41,621     | 11         | 39,992     | 10         | 44,162     | 11         |
| PS1 / E.C.A / P.S.+2 / PS Plus3/ Progrès4    | 22,191     | 4          | 14,931     | 2          | 12,631    | 2         | 14,051    | 2         | 66,44A    | 16        | 9,211     | 1         | 7,752      | 1          | 10,333     | 1          | 8,644      | 1          |
| ENTITE                                       | 14,87      | 3          | -          |            | -         |           | -         |           | -         |           | -         |           | -          |            | -          |            | -          |            |
| MDY-LB                                       | -          |            | -          |            | -         |           | -         |           | -         |           | 1,7       | 0         | -          |            | -          |            | -          |            |
| PSC-IC1 / MDY 20002 / A.R.C.3 / AlternativeA | 48,191     | 12         | 32,141     | 7          | 18,162    | 3         | 25,933    | 5         | 18,523    | 3         | 26,24A    | 6         | 44,28A     | 11         | 49,68A     | 12         | 47,20A     | 11         |
| ECOLO1/ AlternativeA                         | -          |            | 4,391      | 0          | -         |           | -         |           | 15,041    | 2         | 26,24A    | 6         | 44,28A     | 11         | 49,68A     | 12         | 47,20A     | 11         |
| Forces Vives1 / FV2                          | -          |            | -          |            | -         |           | -         |           | -         |           | 19,541    | 4         | 6,362      | 0          | -          |            | -          |            |
| Totaal stemmen                               | 6759       | 6759       | 6989       | 6989       | 7235      | 7235      | 7388      | 7388      | 7590      | 7590      | 8250      | 8250      | 8385       | 8385       | 8709       | 8709       | 8625       | 8625       |
| Opkomst %                                    |            |            |            |            | 94,82     | 94,82     | 93,89     | 93,89     | 91,28     | 91,28     | 93,16     | 93,16     | 89,29      | 89,29      | 88,43      | 88,43      | 85,32      | 85,32      |
| Blanco en ongeldig %                         | 4,45       | 4,45       | 3,52       | 3,52       | 4,38      | 4,38      | 5,58      | 5,58      | 6,89      | 6,89      | 5,76      | 5,76      | 5,32       | 5,32       | 7,28       | 7,28       | 6,88       | 6,88       |

### Bestuur
Het bestuur van Malmedy bestond vanaf 2007 uit een coalitie van de lijsten Alternative, Forces Vives en de PS. Op 20 augustus 2008 werd de coalitie vervangen door een andere, met André Denis als burgemeester. Hierbij maakte de gemeenteraad gebruik van de wet Courard, die het mogelijk maakt een bestaande meerderheid in de gemeenteraad omver te werpen. Malmedy was de eerste Waalse gemeente die van deze mogelijkheid gebruikmaakte.

## Sport
Malmedy is jaarlijks het toneel van de Grand Prix d’Europe, een internationale topwedstrijd voor mountainbikers.

## Geboren
- Marie-Anne Libert (1782-1865), botanicus en mycoloog
- Louis Gob (1886-1961), senator
- Raoul Ubac (1910-1985), kunstschilder
- Henri Pousseur (1929-2009), componist
- Freddy Herbrand (1944), tienkamper
- Oliver Paasch (1971), politicus
- Harald Mollers (1977), politicus
- Bernd Rauw (1980), voetballer
- Christian Brüls (1989), voetballer